# Комашко Олексій Олександрович
Олексій Олександрович Комашко (рос. Алексей Александрович Комашко; нар. 30 квітня 1970, Запоріжжя, УРСР, СРСР) — російський актор українського походження.

## Життєпис
Олексій Комашко народився 29 квітня 1981 року в Запоріжжі. Після закінчення середньої школи навчався на художника-оформлювача у Запорізькому профтехучилищі №6, нині Запорізьке Вище професійне училище №6.
У 2005 році Олексій Комашко закінчив театральний факультет Саратовської державної консерваторії ім. Л.Собінова, курс Олександра Галко. Після закінчення консерваторії стає актором театру-студії п / р Олега Табакова. 
Кінодебют відбувся у 2006 року, Олексій Комашко виконав роль лейтенанта Смертіна в мелодрамі «Алмази на десерт».

## Особисте життя
Одружений. Дружина — Галина Вахрушева, також родом із Запоріжжя. Познайомився з нею, коли займався в клубі бальних танців. У подружжя троє дітей: двоє синів та молодша дочка.

## Фільмографія
| Рік  |   | Українська назва                | Оригінальна назва                   | Роль                                                 |
| ---- | - | ------------------------------- | ----------------------------------- | ---------------------------------------------------- |
| 2019 | с | Годунов                         | Годунов                             | Хрущов, дяк                                          |
| 2018 | с | Піднімання з глибини            | Подъём с глубины                    | Денис Соловйов                                       |
| 2018 | с | Інші                            | Другие                              | Аркадій                                              |
| 2018 | с | Гурзуф                          | Гурзуф                              | Іван Шкуропат, заступник Стоцького                   |
| 2018 | с | Разом з Вірою                   | Вместе с Верой                      | Віктор Єгоров                                        |
| 2017 | с | Зниклий безвісти. Друге Дихання | Пропавший без вести. Второе дыхание | Олександр Букрєєв, старший лейтенант міліції         |
| 2017 | ф | Крим                            | Крым                                | Петро                                                |
| 2016 | с | Шакал                           | Шакал                               | Антон Чесноков, капітан міліції, коханець Говоркової |
| 2015 | с | Профіль вбивці-2                | Профиль убийцы-2                    | камео                                                |
| 2015 | с | Метод                           | Метод                               | Григорій Білих, «Липецкий душитель»                  |
| 2015 | ф | Воїн                            | Воин                                | ротний                                               |
| 2014 | с | Перевізник                      | Перевозчик                          | Олег Грановський                                     |
| 2014 | с | Обмін                           | Обмен                               | Андрій Поборцев, майор                               |
| 2014 | с | Команда                         | Команда                             | Костянтин Валуєв                                     |
| 2014 | с | Оплата за лічильником           | Плата по счётчику                   | Павло Красавченко                                    |
| 2013 | с | Чорні кішки                     | Чёрные кошки                        | «Кречет»                                             |
| 2013 | с | Зниклий безвісти                | Пропавший без вести                 | Олександр Букрєєв, старший лейтенант міліції         |
| 2013 | с | Ковбої                          | Ковбои                              | Ігор Бойцов                                          |
| 2013 | с | Право на кохання                | Право на любовь                     | Григорій, фотограф                                   |
| 2013 | с | Янгол або демон                 | Ангел или демон                     | Ян, янгол                                            |
| 2012 | с | Нічні ластівки                  | Ночные ласточки                     | Новіков, капітан                                     |
| 2012 | ф | Мрії з пластиліну               | Мечты из пластилина                 | Микола Руденко                                       |
| 2011 | с | СОБР                            | СОБР                                | Сергій Якушев                                        |
| 2011 | ф | Жити                            | Жить                                | Сергій, бандит                                       |
| 2011 | с | Інкасатори                      | Инкассаторы                         | Олег Мезенцев, власник інкасаторської фірми          |
| 2011 | ф | Арифметика підлості             | Арифметика подлости                 | Костя, вчитель фізкультури                           |
| 2010 | с | Тульський-Токарєв               | Тульский-Токарев                    | Артур Тульський                                      |
| 2010 | с | Лікар Тирса                     | Доктор Тырса                        | Олег Сорока, футболіст                               |
| 2009 | ф | Снайпер                         | Снайпер                             | Олег Назаров, капітан спецпідрозділу снайперів       |
| 2009 | с | Довше століття                  | Дольше века                         | Франц Ліндеман у молоді роки                         |
| 2009 | ф | У бік від війни                 | В сторону от войны                  | Олександр Громов, капітан                            |
| 2008 | с | Чорний сніг-2                   | Чёрный снег-2                       | турист                                               |
| 2008 | с | Циганки                         | Цыганки                             | Павло, боксер                                        |
| 2008 | с | Апостол                         | Apostol                             | Довілайтіс, курсант                                  |
| 2008 | ф | Азіат                           | Азиат                               | Джека                                                |
| 2007 | с | Олександрівський сад-2          | Александровский сад-2               | Коротков, футболіст                                  |
| 2006 | с | Алмази на десерт                | Алмазы на десерт                    | Смертін, лейтенант                                   |